# Politiezone Klein-Brabant
De Politiezone Klein-Brabant (zonenummer 5356) was een Belgische politiezone in de provincie Antwerpen en binnen het gerechtelijk arrondissement Antwerpen. De zone omvatte de gemeenten Bornem en Puurs-Sint-Amands en was genoemd naar de streek Klein-Brabant.
De PZ Klein-Brabant grensde aan PZ Kruibeke/Temse, PZ K-L-M (Kapelle-Op-Den-Bos/Londerzeel/Meise), PZ Buggenhout/Lebbeke en PZ Mechelen/Willebroek.
Met ingang van 1 januari 2023 fuseerde de zone met de politiezone Mechelen/Willebroek tot politiezone Rivierenland.
De zone werd geleid door korpschef Jan Van de Vreken. De politiepost was gevestigd aan de Puursesteenweg 389 in Bornem.